# Wybory prezydenckie w Stanach Zjednoczonych w 1828 roku

Mapa wyborcza Stanów Zjednoczonych w 1828 roku. Liczba na mapie określa liczbę przedstawicieli stanu w Kolegium Elektorów

Wybory prezydenckie w Stanach Zjednoczonych w 1828 roku – jedenaste wybory prezydenckie w historii Stanów Zjednoczonych. Na urząd prezydenta wybrano Andrew Jacksona, a wiceprezydentem został John C. Calhoun.

## Kampania wyborcza
Wybory w 1828 roku były pierwszymi po reformie ordynacji wyborczej. Zakładała ona, że kandydaci nie będą wyłaniani przez frakcje partyjne w Kongresie, ale przez legislatury stanowe. Do Partii Demokratycznej dołączało coraz więcej zwolenników, widzących rosnącą popularność Andrew Jacksona. Dwoma głównymi orędownikami jego kandydatury stali się John Calhoun, któremu nie podobały się domniemane układy prezydenta Adamsa z Henrym Clayem oraz Martin Van Buren, lider partyjny z Albany. Van Buren stał się swoistym szefem kampanii wyborczej, organizując komitety poparcia i wydając prasę projacksonowską. Narodowa Partia Republikańska nominowała Johna Quincy’ego Adamsa, ubiegającego się o reelekcję. Kampania obfitowała w nieczyste zagrywki i wzajemne oszczerstwa. Demokraci zarzucali Adamsowi korupcję polityczną (powołanie Claya na sekretarza stanu), monarchizm, hipokryzję i stręczycielstwo. Narodowi Republikanie natomiast oskarżali Jacksona o cudzołóstwo, prostactwo i despotyzm.

## Kandydaci

### Partia Demokratyczna

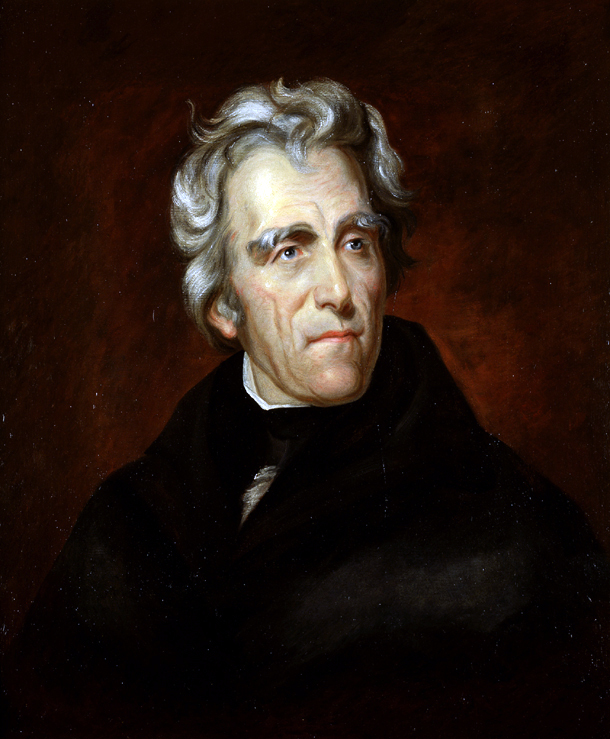
Andrew Jackson
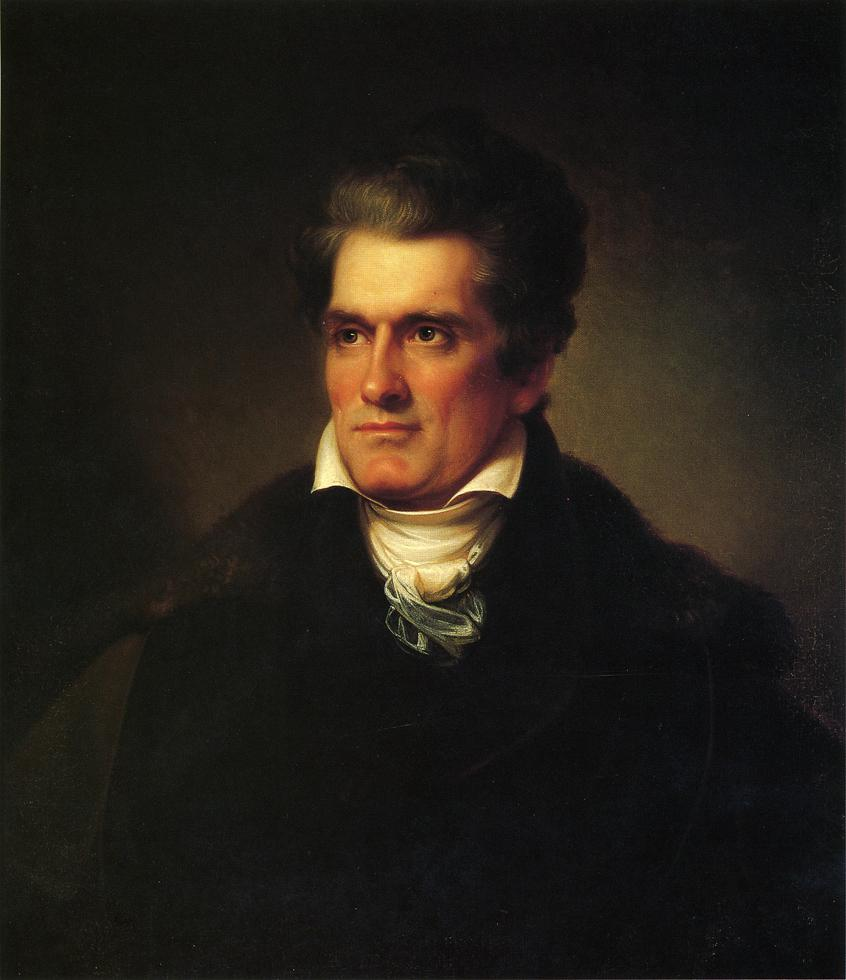
John Calhoun
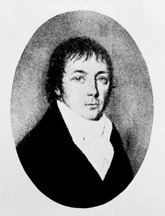
William Smith

### Narodowi Republikanie

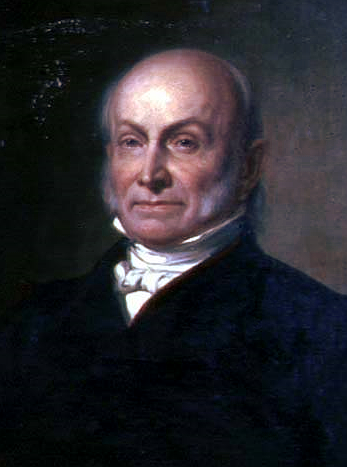
John Quincy Adams
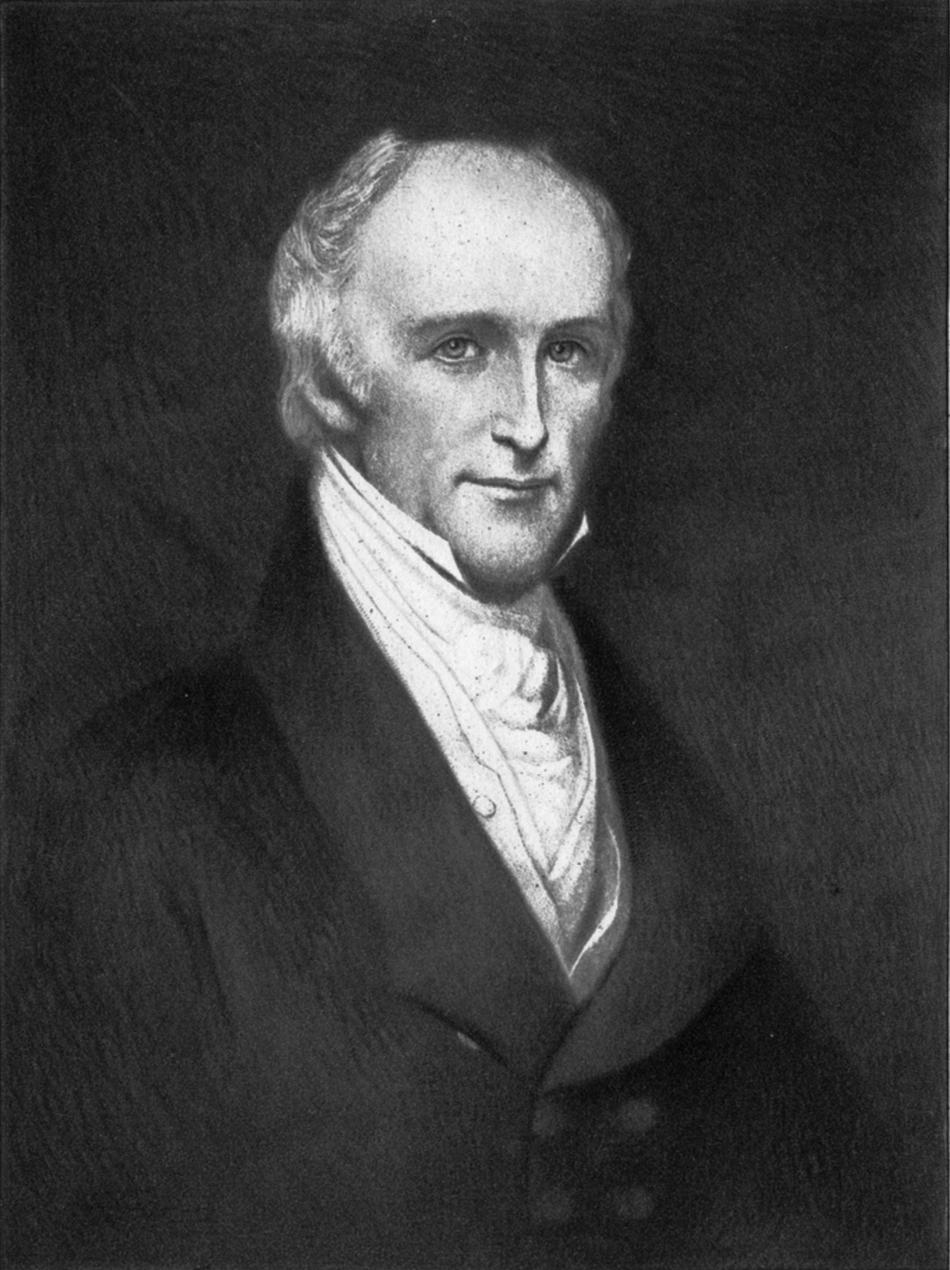
Richard Rush

## Wyniki głosowania
Głosowanie powszechne odbyło się pomiędzy 30 października a 19 listopada 1828 roku i wzięło w nim udział około 1,1 mln osób. Frekwencja wyniosła 57,6%. Jackson uzyskał 56% poparcia wobec 43,6% dla Adamsa. Ponadto nieco ponad 4500 głosów oddano na niezależnych elektorów, głosujących na innych kandydatów. W głosowaniu Kolegium Elektorów (zatwierdzonym 11 lutego 1829) Jackson otrzymał 178 głosów, przy wymaganej większości 131 głosów. John Quincy Adams otrzymał 83 głosy. Kandydat na wiceprezydenta John Calhoun otrzymał 171 głosów, wobec 83 dla Richarda Rusha i 7 dla Williama Smitha.
Andrew Jackson został zaprzysiężony 4 marca 1829 roku.
| Kandydat na prezydenta | Partia                | Głosowanie powszechne | Głosowanie powszechne | Kolegium Elektorów |
| Kandydat na prezydenta | Partia                | Głosy                 | Procent               | Kolegium Elektorów |
| ---------------------- | --------------------- | --------------------- | --------------------- | ------------------ |
| Andrew Jackson         | Partia Demokratyczna  | 642 553               | 56,0%                 | 178                |
| John Quincy Adams      | Narodowi Republikanie | 500 897               | 43,6%                 | 83                 |
| Łącznie                | Łącznie               | Łącznie               | Łącznie               | 261                |

| Kandydat na wiceprezydenta | Partia                | Kolegium Elektorów |
| -------------------------- | --------------------- | ------------------ |
| John Calhoun               | Partia Demokratyczna  | 178                |
| Richard Rush               | Narodowi Republikanie | 83                 |
| William Smith              | Partia Demokratyczna  | 7                  |
| Łącznie                    | Łącznie               | 261                |